# Zitella
Zitella es un género de escarabajos de la familia Buprestidae.

## Especies
- Zitella denticulata (Thery, 1954)
- Zitella gestroi (Thery, 1954)
- Zitella obenbergeri (Thery, 1954)
- Zitella strandi (Obenberger, 1928)